# Ophrys sphegodes
L'ofride verde-bruna (Ophrys sphegodes Mill., 1768) è una pianta erbacea appartenente alla famiglia delle Orchidacee.

## Etimologia
L'epiteto specifico (sphegodes) deriva dal greco "sphex" (= vespa) e si riferisce ai particolari disegni sul labello. In realtà altri in quei disegni vedono un addome di un ragno (da qui alcuni nomi comuni).
La denominazione scientifica attualmente accettata di questa orchidea (Ophrys sphegodes) è stata proposta dal botanico scozzese Philip Miller (1691 – 1771) in una pubblicazione del 1768, ottava edizione del suo Dictionnaire.
In lingua tedesca questa pianta si chiama Gewöhnliche Spinnen-Ragwurz; in francese si chiama Ophrys araignée; in lingua inglese si chiama Early Spider Orchid.

## Descrizione
È una un'orchidea terrestre alta 15 – 50 cm. La forma biologica è geofita bulbosa, ossia è una pianta perenne che porta le gemme in posizione sotterranea. Durante la stagione avversa non presenta organi aerei e le gemme si trovano in organi sotterranei chiamati bulbi o tuberi, strutture di riserva che annualmente producono nuovi fusti, foglie e fiori.

### Radici
Le radici sono fascicolate e secondarie da bulbo e consistono in sottili fibre radicali posizionate nella parte superiore dei bulbi.

### Fusto
- Parte ipogea: la parte sotterranea del fusto è composta da due tuberi bulbosi a forma ovoidale, arrotondati e di colore biancastro; il primo svolge delle importanti funzioni di alimentazione, mentre il secondo raccoglie materiali nutritizi di riserva per lo sviluppo della pianta che si formerà nell'anno venturo.
- Parte epigea: la parte aerea del fusto è breve ma piuttosto slanciata, semplice ed eretta. Il colore è verde.

### Foglie

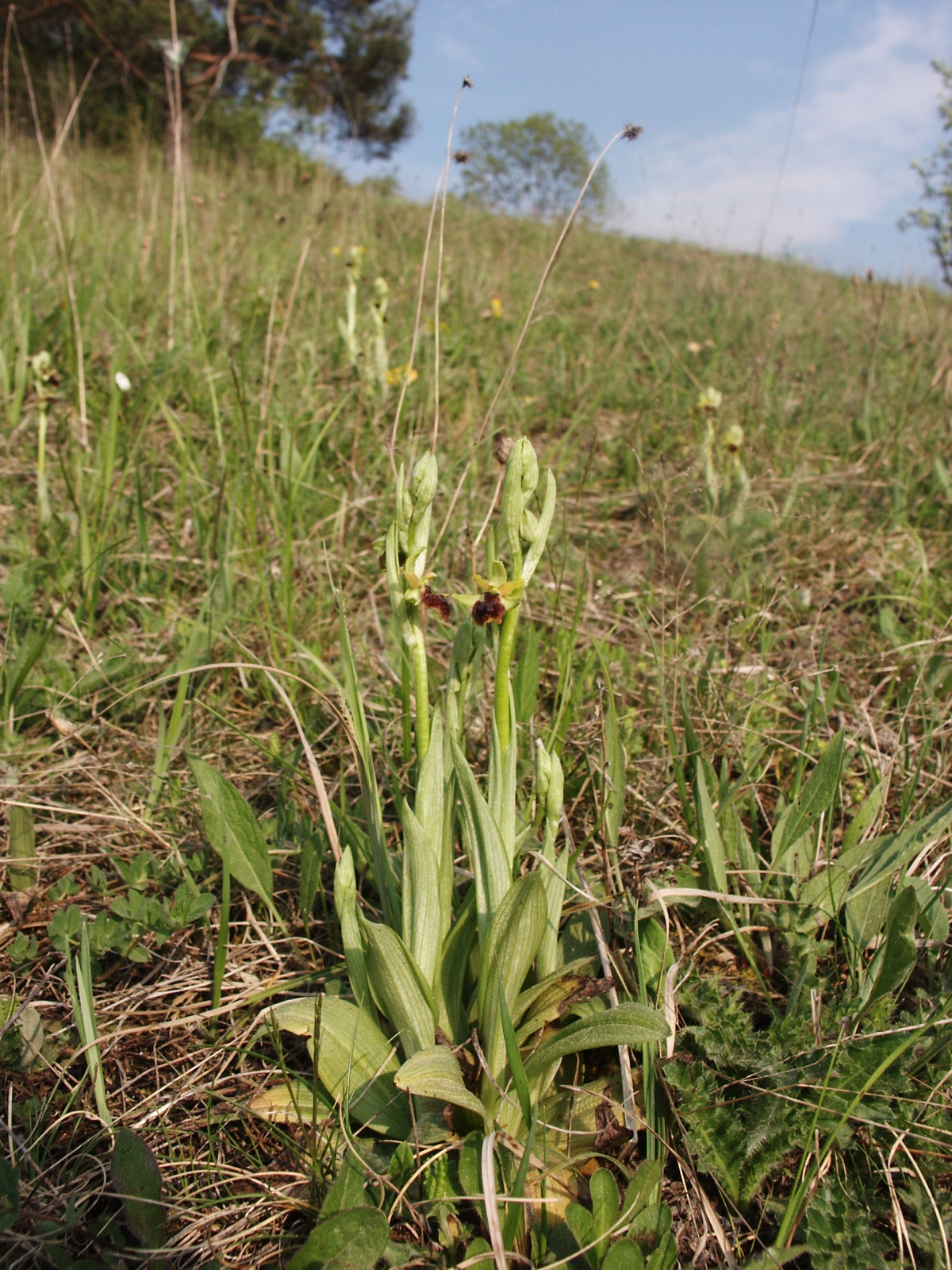
Portamento e foglie

Sono presenti poche foglie radicali (massimo 5) a forma oblungo-lanceolata, ad apice acuto (mucronato) e ripiegate a doccia. Sulla pagina fogliare sono presenti delle nervature parallele disposte longitudinalmente (foglie di tipo parallelinervie). Quelle cauline sono progressivamente più ridotte a portamento amplessicaule e simili a brattee. Dimensione delle foglie: 5 – 15 mm.

### Infiorescenza

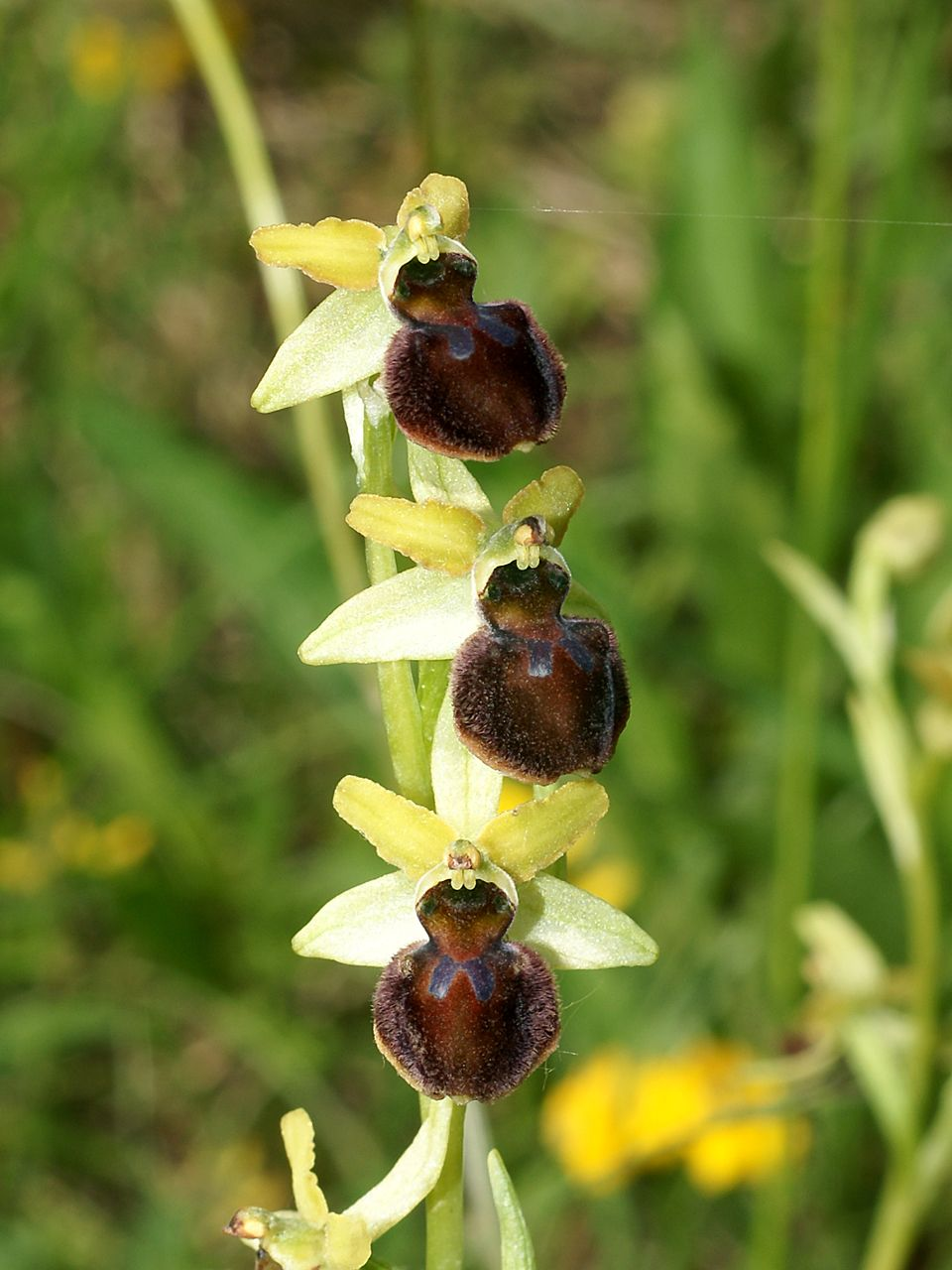
Infiorescenza

L'infiorescenza è “indefinita” (senza fiore apicale o politelica) del tipo spiciforme con pochi fiori (da 4 a 10 e ben spaziati) sessili. Questi ultimi sono posti alle ascelle di brattee a forma lineare-lanceolata con una scanalatura centrale; sono lunghe come o più dell'ovario. I fiori inoltre sono resupinati, ruotati sottosopra; in questo caso il labello è volto in basso.

### Fiore

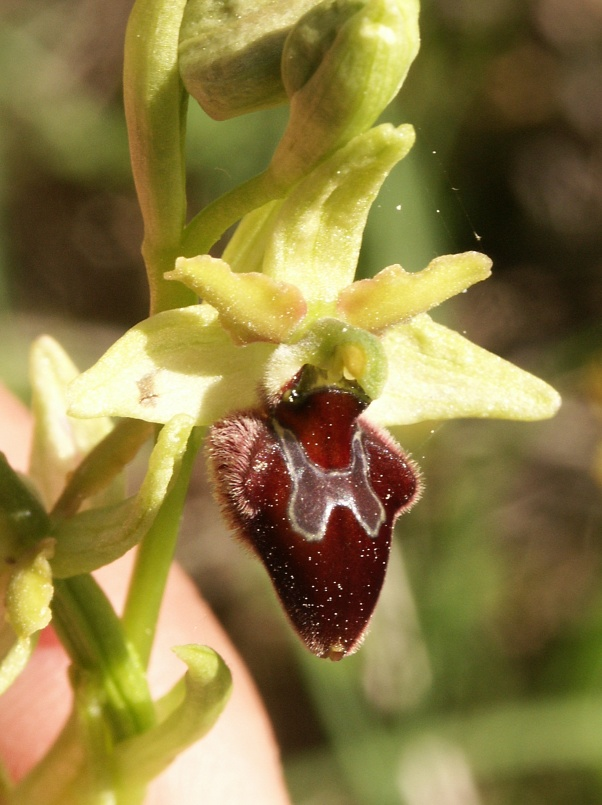
Il fiore

I fiori sono ermafroditi ed irregolarmente zigomorfi, pentaciclici (perigonio a 2 verticilli di tepali, 2 verticilli di stami (di cui uno solo fertile – essendo l'altro atrofizzato), 1 verticillo dello stilo). Dimensione dei fiori: 15 – 20 mm.
- Formula fiorale: per queste piante viene indicata la seguente formula fiorale:

X, P 3+3, [A 1, G (3)], infero, capsula

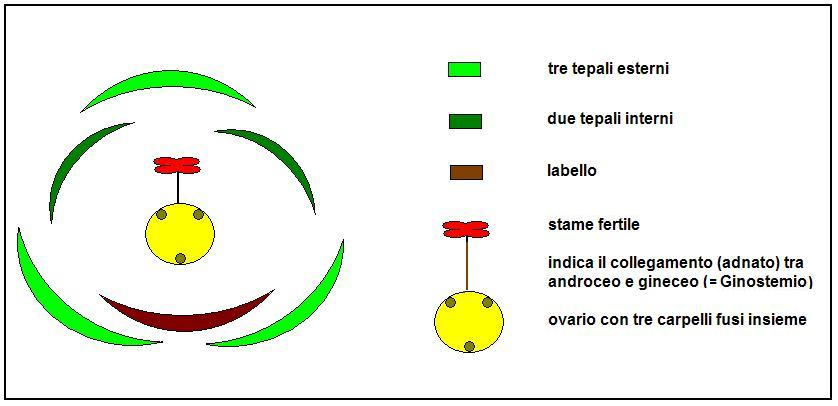
Diagramma fiorale

- Perigonio: il perigonio è composto da 2 verticilli con 3 tepali (o segmenti) ciascuno (3 interni e 3 esterni). Tutti i tepali sono glabri e terminano con un apice ottuso. I tre segmenti esterni sono patenti a forma oblunga e piani. Quello mediano è spesso lievemente ricurvo in avanti. I due tepali interni (il terzo, quello centrale, chiamato labello, è molto diverso da tutti gli altri) sono più piccoli (sono lunghi 2/3 di quelli esterni) sempre a forma oblunga, disposti in modo alternato a quelli esterni e con i bordi smarginati o increspati. Colore dei tepali esterni: verde chiaro quasi brillante. Colore dei tepali interni: giallastro, bruno-rossastro ai margini.
- Labello: il labello (la parte più vistosa del fiore) è ampio, carnoso e pubescente; si presenta con un portamento pendente e con margini incurvati. La parte terminale è formata da vari lobi appena evidenti; quello centrale, il più grande, è a sua volta suddiviso in due parti. In questa specie non è presente lo sperone, sono presenti invece delle lievi gibbosità nella zona centrale del labello. Colore del labello: bruno (ai bordi è inoltre vistosamente pubescente/vellutato), con macchie lucide più chiare al centro (dal viola al blu) e disegni simili all'addome di un insetto (macchie scure a forma di “H” o “X” contornate da linee bianche).
- Ginostemio: lo stame con le rispettive antere (in realtà si tratta di una sola antera fertile biloculare – a due logge) è concresciuto (o adnato) con lo stilo e lo stigma e forma una specie di organo colonnare chiamato "ginostemio"[5]. Quest'organo è posizionato all'interno-centro del fiore. Il polline ha una consistenza gelatinosa; e si trova nelle due logge dell'antera, queste sono fornite di una ghiandola vischiosa (chiamata retinacolo). I pollinii sono inseriti su due retinacoli distinti tramite delle caudicole, mentre i retinacoli sono protetti da due borsicole[6]. L'ovario, sessile in posizione infera è formato da tre carpelli fusi insieme[2]. L'ovario non è contorto.
- Fioritura: da marzo a giugno; è un'orchidea a fioritura precoce.

### Frutti
Il frutto è una capsula. Al suo interno sono contenuti numerosi minutissimi semi piatti. Questi semi sono privi di endosperma e gli embrioni contenuti in essi sono poco differenziati in quanto formati da poche cellule. Queste piante vivono in stretta simbiosi con micorrize endotrofiche, questo significa che i semi possono svilupparsi solamente dopo essere infettati dalle spore di funghi micorrizici (infestazione di ife fungine). Questo meccanismo è necessario in quanto i semi da soli hanno poche sostanze di riserva per una germinazione in proprio.

## Biologia
La riproduzione di questa pianta avviene in tre modi: 
- per via sessuata grazie all'impollinazione degli insetti pronubi che riconoscono nella figura disegnata sul labello una propria femmina e quindi tentano una copulazione col solo risultato di trasferire il polline da un individuo floreale all'altro. Anche il profumo emesso dall'orchidea imita i ferormoni dell'insetto femmina per incitare ulteriormente l'insetto maschio all'accoppiamento. In questo caso specifico alcuni studi hanno dimostrato che il profumo che emana l'orchidea Ophrys sphegodes è simile all'odore delle giovani vergini di Andrena nigroaenea[8]. Sono stati segnalati comunque altri imenotteri collegati a questa orchidea: Colletes cunicularius, Xylocopa iris[9] e altre specie del genere Andrena (A. bicolor, A. fulvata, A. morio, A. tibialis)[10][11][12].
 Questo fiore è privo di nettare per cui a impollinazione avvenuta l'insetto non ottiene nessuna ricompensa; questa specie può quindi essere classificata tra i “fiori ingannevoli”[13].
- per via vegetativa in quanto uno dei due bulbi possiede la funzione vegetativa per cui può emettere gemme avventizie capaci di generare nuovi individui (l'altro bulbo generalmente è di riserva).

La germinazione dei semi è condizionata dalla presenza di funghi specifici (i semi sono privi di albume – vedi sopra). La disseminazione è di tipo anemocora.

## Distribuzione e habitat
- Geoelemento: il tipo corologico (area di origine) è Euri-mediterraneo.
- Distribuzione: è una pianta diffusa in tutta la penisola italiana (isole comprese); ma è considerata un po' rara. Nelle Alpi si trova nella provincia di Cuneo e in modo continuo dalla provincia di Como fino alla provincia di Udine. Nelle altre zone alpine si trova in alcuni dipartimenti della Francia (Drôme, Isère, Hautes-Alpes, Savoia, Alta Savoia) nella Svizzera del sud (Ticino e Grigioni) e in alcuni Länder austriaci (Tirolo Settentrionale, Carinzia, Stiria e Vienna). Sugli altri rilievi europei si trova nei Pirenei, Massiccio Centrale, Massiccio del Giura e Carpazi. In generale questa orchidea, in Europa, ha una distribuzione che va dall'Inghilterra meridionale fino alla Grecia.
- Habitat: l'habitat tipico per questa orchidea sono i prati aridi, le garighe e le zone incolte in generale; ma anche zone pietrose e margini erbacei dei boschi. Il substrato preferito è calcareo con pH basico, bassi valori nutrizionali del terreno che deve essere secco.
- Distribuzione altudinale: sui rilievi queste piante si possono trovare fino a 1200 m s.l.m.; frequentano quindi i seguenti piani vegetazionali: collinare e in parte montano.

### Fitosociologia
Dal punto di vista fitosociologico la specie di questa voce appartiene alla seguente comunità vegetale:
Formazione: delle comunità a emicriptofite e camefite delle praterie rase magre secche
Classe: Festuco-Brometea
Ordine: Brometalia erecti
Alleanza: Mesobromion

## Tassonomia

### Variabilità
Il polimorfismo, caratteristico di tutta la famiglia delle Orchidee, si manifesta anche in questa specie. Rilevanti sono anche i fenomeni di ibridazione con conseguente introgressione e quindi fissazione permanentemente nei discendenti di uno o più caratteri specifici differenti da areale ad areale. Tutto questo si evidenzia nella difficoltà di definire con una certa precisione le varie sottospecie.
Sono note le seguenti sottospecie e varietà:
- Ophrys sphegodes subsp. sphegodes - sottospecie nominale
- Ophrys sphegodes subsp. aesculapii (Renz) Soó ex J.J.Wood
- Ophrys sphegodes subsp. amanensis (E.Nelson ex Renz & Taubenheim) H.A.Pedersen, P.J.Cribb & Rolf Kühn
- Ophrys sphegodes subsp. araneola (Rchb.) M.Laínz
- Ophrys sphegodes var. argentaria (Devillers-Tersch. & Devillers) Faurh.
- Ophrys sphegodes subsp. atrata (Rchb.f.) A.Bolòs
- Ophrys sphegodes subsp. aveyronensis J.J.Wood
- Ophrys sphegodes subsp. catalcana Kreutz
- Ophrys sphegodes subsp. cretensis H.Baumann & Künkele
- Ophrys sphegodes subsp. epirotica (Renz) Gölz & H.R.Reinhard
- Ophrys sphegodes subsp. gortynia H.Baumann & Künkele
- Ophrys sphegodes subsp. helenae (Renz) Soó & D.M.Moore
- Ophrys sphegodes nothosubsp. jeanpertii (E.G.Camus) Del Prete & Conte
- Ophrys sphegodes subsp. lunulata (Parl.) H.Sund.
- Ophrys sphegodes subsp. lycia (Renz & Taubenheim) H.A.Pedersen & P.J.Cribb
- Ophrys sphegodes subsp. mammosa (Desf.) Soó ex E.Nelson
- Ophrys sphegodes subsp. passionis (Sennen) Sanz & Nuet
- Ophrys sphegodes var. provincialis (H.Baumann & Künkele) P.J.Cribb
- Ophrys sphegodes subsp. sipontensis (Kreutz) H.A.Pedersen & Faurh.
- Ophrys sphegodes subsp. spruneri (Nyman) E.Nelson
- Ophrys sphegodes var. transhyrcana (Czerniak.) P.J.Cribb

In passato venivano riconosciute anche le seguenti sottospecie ora non più ritenute valide:
- Ophrys sphegodes subsp. massiliensis (Viglione & Véla) Kreutz, 2004 (sinonimo di Ophrys sphegodes subsp. araneola)
- Ophrys sphegodes subsp. panormitana (Tod.) Kreutz, 2004 (sinonimo di Ophrys sphegodes subsp. sphegodes)
- Ophrys sphegodes subsp. praecox Corrias, 1983 endemica della Sardegna e della Corsica.  (sinonimo di Ophrys sphegodes subsp. sphegodes)
- Ophrys sphegodes subsp. tarquinia (P.Delforge) Kreutz, 2004  (sinonimo di Ophrys sphegodes subsp. sphegodes)
- Ophrys sphegodes subsp. tommasinii (Vis.) Soó, 1970  (sinonimo di Ophrys sphegodes subsp. araneola)

### Ibridi
Questa specie può dar luogo a diversi ibridi interspecifici tra cui: 
- Ophrys × apicula J.C. Schmidt, 1851 - ibrido con  Ophrys insectifera)
- Ophrys × araneobombyliflora G. Keller in G. Keller (1940) - ibrido con Ophrys bombyliflora
- Ophrys × bilineata Barla (1888) – ibrido con Ophrys bertolonii
- Ophrys × corinthiaca Hausskn. (1899) – ibrido con Ophrys funerea
- Ophrys × epeirophora Peter (1883) – ibrido con Ophrys apifera var. friburgensis
- Ophrys × godferyana A. Camus (1924) – ibrido con Ophrys exaltata subsp. arachnitiformis
- Ophrys × hoeppneri Ruppert (1933) – ibrido con Ophrys bombyliflora
- Ophrys × jarigei R. Soca (1995) – ibrido con Ophrys fusca subsp. minima
- Ophrys × jeanpertii E.G. Camus (1891) – ibrido con Ophrys araneola
- Ophrys × macchiatii E.G. Camus, Bergon & A. Camus (1908) – ibrido con Ophrys speculum
- Ophrys × philippei Gren. (1859) – ibrido con Ophrys scolopax
- Ophrys × pseudofunerea A. Camus ex Soó (1929) – ibrido con Ophrys funerea
- Ophrys × quadriloba (Reichenb. fil.) E.G. Camus in E.G. Camus (1908) – ibrido con Ophrys lutea
- Ophrys × todaroana Macchiati (1881) – Ibdrido con Ophrys incubacea
- Ophrys × frascae Galesi, 1999– Ibdrido con Ophrys lunulata

### Sinonimi
La specie di questa voce ha avuto nel tempo diverse nomenclature:
- Ophrys aranifera Hudson
- Ophrys crucigera Jacq. in Murray (1784)
- Ophrys fuchsii Zimmermann (1917)
- Ophrys fucifera Curtis (1795)
- Ophrys galeopsidea Lojac. ex Colmeiro (1889)
- Ophrys pseudaranifera J. Murr
- Ophrys vindelica W. Zimmermann.